# پارک ملی آلتای تاوان بوگد
پارک ملی آلتای تاوان بوگد (به لاتین: Altai Tavan Bogd National Park) یک پارک ملی در مغولستان است که در استان بایان-اولگی واقع شده‌است.